# Garbagnate Monastero
Garbagnate Monastero es una localidad y comune italiana de la provincia de Lecco, región de Lombardía, con 2.186 habitantes.

## Evolución demográfica
| Gráfica de evolución demográfica de Garbagnate Monastero entre 1861 y 2001 |
|                                                                            |
| Fuente ISTAT - elaboración gráfica de Wikipedia                            |